# Восстановительный пентозофосфатный цикл

Схема цикла. Чёрные кружки — атомы углерода, красные — кислорода, фиолетовые — фосфора, маленькие белые окружности — атомы водорода

Восстановительный пентозофосфатный цикл, или цикл Кальвина — серия биохимических реакций, осуществляемая при фотосинтезе растениями (в строме хлоропластов), цианобактериями, прохлорофитами и пурпурными бактериями, а также многими бактериями-хемосинтетиками, является наиболее распространённым из механизмов автотрофной фиксации углекислого газа.
Назван в честь американского биохимика Мелвина Кальвина.
Часто используются альтернативные названия, указывающие на роль коллег Кальвина в открытии данного биохимического пути (например: цикл Кальвина — Бенсона или цикл Кальвина — Бенсона — Бассама).

## Стадии
В цикл вовлекаются АТФ и НАДФ·Н, образованные в ЭТЦ фотосинтеза, углекислый газ и вода; основным продуктом является глицеральдегид-3-фосфат. Поскольку АТФ и НАДФ·Н могут образовываться в разных метаболических путях, цикл не следует рассматривать строго привязанным к световой фазе фотосинтеза.
Общий баланс реакций цикла можно представить уравнением:
3 CO2 + 6 НАДФ·Н + 6 H+ + 9 АТФ → C3H7O3-PO3 + 3 H2O + 6 НАДФ+ + 9 АДФ + 8 Фн
Две молекулы глицеральдегид-3-фосфата используются для синтеза глюкозы.
Цикл состоит из трёх стадий: на первой под действием фермента рибулозобисфосфат-карбоксилаза/оксигеназа происходит присоединение CO2 к рибулозо-1,5-бисфосфату и расщепление полученной гексозы на две молекулы 3-фосфоглицериновой кислоты (3-ФГК). На второй 3-ФГК восстанавливается до глицеральдегид-3-фосфата (фосфоглицеральдегида, ФГА), часть молекул которого выходит из цикла для синтеза глюкозы, а другая часть используется в третьей стадии для регенерации рибулозо-1,5-бисфосфата.

### Карбоксилирование
Карбоксилирование рибулозо-1,5-бисфосфата (5-углеродное соединение) осуществляется РуБисКО в несколько стадий. На первой кетонная группа рибулозы восстанавливается до спиртовой, между 2 и 3 атомами углерода устанавливается двойная связь. Полученное соединение нестабильно и именно оно карбоксилируется с образованием 2-карбокси-3-кето-D-арабитол-1,5-бисфосфата. Его структурный аналог 2-карбокси-D-арабитол-1,5-бисфосфат ингибирует весь процесс. Новое, уже 6-углеродное соединение, также нестабильно и распадается на две молекулы 3-фосфоглицериновой кислоты (3-фосфоглицерат, 3-ФГК).

### Восстановление
Восстановление 3-фосфоглицериновой кислоты (3-ФГК) происходит в две реакции.
Сначала каждая 3-ФГК с помощью 3-фосфоглицераткиназы и с затратой одной АТФ фосфорилируется, образуя 1,3-бисфосфоглицериновую кислоту (1,3-бисфосфоглицерат).
Затем под действием глицеральдегид-1,3-фосфатдегидрогеназы бисфосфоглицериновая кислота восстанавливается НАД(Ф)·H (у растений и цианобактерий; у пурпурных и зелёных бактерий восстановителем является НАД·H) параллельно с отщеплением одного остатка фосфорной кислоты. Образуется глицеральдегид-3-фосфат (фосфоглицеральдегид, ФГА, триозофосфат). Обе реакции обратимы.

### Регенерация
На последней стадии 5 молекул глицеральдегид-3-фосфатов превращаются в три молекулы рибулозо-1,5-бисфосфата.
Вначале под действием триозофосфатизомеразы глицеральдегид-3-фосфат изомеризуется в дигидроксиацетонфосфат. Фруктозобисфосфатальдолаза объединяет их во фруктозо-6-фосфат с отщеплением остатка фосфорной кислоты. Затем следует ряд реакций перестройки углеродных скелетов и образуется рибулозо-5-фосфат. Он фосфорилируется фосфорибулокиназой и рибулозо-1,5-бисфосфат регенерирует.

Схема стадии регенерации. На основе

Правила работы ферментов и строения фосфосахаров, актуальные для стадии регенерации восстановительного пентозофосфатного пути и для неокислительной стадии окислительного пентозофосфатного пути:
1. В проекции Фишера на хиральных атомах  углерода у всех фосфо-производных альдоз и рибулозы (кетоза) гидроксилы  направлены вправо, у всех остальных фосфо-производных кетоз гидроксил на {\displaystyle {\ce {C3}}} направлен влево, а все остальные - вправо.
2. Фосфоальдозы - акцепторы углерод-содержащих групп, их альдегидная группа при акцепции исчезает, они становятся фосфокетозами; фосфокетозы - доноры углерод-содержащих групп, их кето-группа при переносе не исчезает, а они сами становятся фосфоальдозами. Следующие 2 правила согласуются с этим правилом.
3. Транскетолазы катализируют перенос двухуглеродного кето-фрагмента с фосфокетозы на фосфоальдозу, при этом фосфокетоза становится фосфоальдозой, а фосфоальдоза, акцептировавшая углерод, лишается альдегидной группы, получает кето-группу, и становится фосфокетозой.

Правила только для цикла Кальвина:
1. Альдолаза катализирует объединение фосфоальдозы и фосфокетозы (дигидроксиацетонфосфат), альдегидная группа исчезает, кето-группа остаётся, образуется фосфокетоза.
2. Бисфосфатазы гидролизуют бисфосфаты, высвобождая неорганический фосфат в раствор. Превращения образуемых фосфосахаров катализируются транскетолазой и альдолазой.[4]

## Открытие
С 1940-х гг. Мелвин Кальвин работал над проблемой фотосинтеза; к 1957 с помощью CO2, меченного по углероду, выяснил химизм усвоения растениями CO2 (восстановительный карбоновый цикл Кальвина) при фотосинтезе. Нобелевская премия по химии (1961).